# Caranx sexfasciatus
Caranx sexfasciatus är en fiskart som beskrevs av Jean René Constant Quoy och Joseph Paul Gaimard 1825. Caranx sexfasciatus ingår i släktet Caranx och familjen taggmakrillfiskar. IUCN kategoriserar arten globalt som livskraftig. Inga underarter finns listade.